# 志雄町
志雄町（しおまち）は、石川県羽咋郡にあった町。金沢市への通勤率は12.0%（平成12年国勢調査）。桜の里づくりに取り組んでいた。
2005年（平成17年）3月1日に押水町と合併し宝達志水町になった。

## 地理
石川県の中央部に位置し、日本海に面していた。
- 山：蓮華山

### 隣接していた自治体
- 石川県
  - 羽咋市
  - 羽咋郡 押水町
- 富山県
  - 氷見市

## 歴史
- 1889年（明治22年）4月1日 - 町村制の施行により、羽咋郡子浦村及び吉野屋村を廃し、その区域をもって羽咋郡志雄村を設置する。
- 1933年（昭和8年）5月1日 - 羽咋郡志雄村、樋川村、南志雄村、北志雄村及び南邑知村を廃し、その区域をもって羽咋郡志雄村を設置する。
- 1936年（昭和11年）2月1日 - 羽咋郡志雄村を廃し、その区域をもって羽咋郡志雄町を設置する。
- 1955年（昭和30年）10月1日 - 羽咋郡押水町字敷波及び字敷浪の区域を羽咋郡志雄町に編入する。
- 2005年（平成17年）3月1日 - 羽咋郡志雄町及び押水町を廃し、その区域をもって羽咋郡宝達志水町を設置する。

## 行政

### 町長
| 旧志雄村歴代村長 | 旧志雄村歴代村長 | 旧志雄村歴代村長 | 旧志雄村歴代村長           | 旧志雄村歴代村長           | 旧志雄村歴代村長 |
| 代               | 人               | 氏名             | 就任                       | 退任                       | 備考             |
| ---------------- | ---------------- | ---------------- | -------------------------- | -------------------------- | ---------------- |
| 1                | 1                | 久川成作         | 不詳                       | 1890年（明治23年）12月     |                  |
| 2                | 2                | 中野甚三         | 1891年（明治24年）2月2日   | 1894年（明治27年）6月      |                  |
| 3                | 3                | 森屋栄太郎       | 1894年（明治27年）8月13日  | 1898年（明治31年）8月12日  |                  |
| 4                | 4                | 安田和七郎       | 1898年（明治31年）11月25日 | 1902年（明治35年）11月24日 |                  |
| 5                | 5                | 安達祐造         | 1903年（明治36年）2月12日  | 1907年（明治40年）2月11日  |                  |
| 6                | 6                | 深井忠輔         | 1907年（明治40年）4月25日  | 1911年（明治44年）4月24日  |                  |
| 7                | 7                | 佐々木轍         | 1911年（明治44年）6月12日  | 1915年（大正4年）2月       |                  |
| 8                | 8                | 西尾喜一郎       | 1915年（大正4年）2月       | 不詳                       |                  |
| 9                | (4)              | 安田和七郎       | 1919年（大正8年）1月15日   | 不詳                       |                  |
| 10               | (4)              | 安田和七郎       | 1922年（大正11年）3月24日  | 不詳                       |                  |
| 11               | (6)              | 深井忠輔         | 1923年（大正12年）12月8日  | 1927年（昭和2年）12月19日  |                  |
| 12               | 9                | 宮城菊太郎       | 1928年（昭和3年）2月8日    | 1929年（昭和4年）2月26日   |                  |
| 13               | 10               | 前田弥八         | 1929年（昭和4年）9月15日   | 不詳                       |                  |
| 14               | 11               | 荒木栄松         | 1932年（昭和7年）2月21日   | 1933年（昭和8年）4月30日   |                  |
| 歴代村長         |                  |                  |                            |                            |                  |
| 代               | 人               | 氏名             | 就任                       | 退任                       | 備考             |
|                  |                  | 北山勇吉         | 1933年（昭和8年）5月1日    | 1933年（昭和8年）6月19日   | 職務管掌         |
| 1                | 1                | 山口弘一         | 1933年（昭和8年）6月19日   | 1936年（昭和11年）1月31日  |                  |
| 歴代町長         |                  |                  |                            |                            |                  |
| 代               | 人               | 氏名             | 就任                       | 退任                       | 備考             |
| 1                | 1                | 山口弘一         | 1936年（昭和11年）2月1日   | 1937年（昭和12年）2月20日  |                  |
| 2                | 2                | 松下璣           | 1937年（昭和12年）2月21日  | 1941年（昭和16年）2月20日  |                  |
| 3                | 3                | 北谷保二         | 1941年（昭和16年）4月3日   | 1942年（昭和17年）8月18日  |                  |
| 4                | 4                | 中村長久         | 1942年（昭和17年）8月31日  | 1945年（昭和20年）9月1日   |                  |
| 5                | 5                | 吉本作次         | 1945年（昭和20年）12月26日 | 1947年（昭和22年）2月28日  |                  |
| 6                | 6                | 西山作太郎       | 1947年（昭和22年）4月6日   | 1947年（昭和22年）9月26日  |                  |
|                  |                  | 金田理吉         | 1947年（昭和22年）9月27日  | 1947年（昭和22年）11月20日 | 書記、職務代理者 |
| 7                | 7                | 久保次須計       | 1947年（昭和22年）11月20日 | 1951年（昭和26年）11月19日 |                  |
| 8                | 8                | 松井吉太         | 1951年（昭和26年）11月20日 | 1955年（昭和30年）11月19日 |                  |
| 9                | 8                | 松井吉太         | 1955年（昭和30年）11月20日 | 1959年（昭和34年）11月19日 |                  |
| 10               | 8                | 松井吉太         | 1959年（昭和34年）11月20日 | 1963年（昭和38年）11月19日 |                  |
| 11               | 8                | 松井吉太         | 1963年（昭和38年）11月20日 | 1965年（昭和40年）12月31日 |                  |
| 12               | 9                | 北谷保二         | 1966年（昭和41年）2月13日  | 1970年（昭和45年）2月12日  | 3代目とは別人    |
| 13               | 9                | 北谷保二         | 1970年（昭和45年）2月13日  | 1974年（昭和49年）2月12日  |                  |
| 14               | 9                | 北谷保二         | 1974年（昭和49年）2月13日  | 1977年（昭和52年）3月29日  |                  |
| 15               | 10               | 松井吉二         | 1977年（昭和52年）5月15日  | 1981年（昭和56年）5月14日  |                  |
| 16               | 10               | 松井吉二         | 1981年（昭和56年）5月15日  | 1985年（昭和60年）5月14日  |                  |
| 17               | 10               | 松井吉二         | 1985年（昭和60年）5月15日  | 1989年（平成元年）5月14日  |                  |
| 18               | 10               | 松井吉二         | 1989年（平成元年）5月15日  | 1993年（平成5年）5月14日   |                  |
| 19               | 10               | 松井吉二         | 1993年（平成5年）5月15日   | 1997年（平成9年）5月14日   |                  |
| 20               | 10               | 松井吉二         | 1997年（平成9年）5月15日   | 2001年（平成13年）5月14日  |                  |
| 21               | 11               | 中野茂一         | 2001年（平成13年）5月15日  | 2005年（平成17年）2月28日  |                  |

- 町長 - 中野 茂一（なかの・しげいち）

## 教育
- 中学校
  - 志雄町立志雄中学校（後の宝達志水町立志雄中学校）
- 小学校
  - 志雄町立志雄小学校（現・宝達志水町立志雄小学校）
  - 志雄町立樋川小学校（現・宝達志水町立樋川小学校）

## 交通

### 鉄道
- 西日本旅客鉄道（JR西日本） 
  - 七尾線：（押水町） - 敷浪駅 - （羽咋市）

### 道路
- 一般国道
  - 国道159号
  - 国道249号
- 県道
  - 石川県道29号高岡羽咋線
  - 石川県道76号氷見惣領志雄線
  - 石川県道128号敷浪停車場線
  - 石川県道231号向瀬杉野屋線
  - 石川県道300号氷見志雄線
  - 石川県道305号所司原神子原線

## 観光
- 千里浜なぎさドライブウェイ
- 岡部家（県指定有形文化財）
- 散田金谷古墳（国の史跡）
- 志乎・桜の里古墳公園
  - 志乎・桜まつり（4月中旬の休日）